# Umm Habib bint al-Ma'mun
Umm Habib bint al-Ma'mun (arabisch أم حبيب بنت المأمون; geb. wohl vor 805, gest. im 9. Jahrhundert) war eine Prinzessin der Abbasiden-Dynastie und eine Tochter des siebten Abbasiden-Kalifen al-Ma'mun (reg. 813–833).

## Leben
Umm Habib war eine Tochter des siebten Abbasiden-Kalifen al-Ma'mun (786–833). Sie wurde im Spätsommer 817 oder im Jahr 818 mit dem achten imamitisch-schiitischen Imam Ali al-Ridha verheiratet; ihre Schwester Umm al-Fadl bint al-Ma'mun wurde mit Ali Ridhas erst sechs Jahre alten Sohn Muhammad verheiratet, die Ehe aber erst viele Jahre später vollzogen.

## Rezeption in der klassisch-arabischen Literatur
Umm Habib bint al-Ma'mun wird in der klassisch-arabischen Literatur unter anderem im Geschichtswerk von al-Tabari erwähnt.